# Microdynerus insulanus
Microdynerus insulanus är en stekelart som beskrevs av Gusenleitner 1998. Microdynerus insulanus ingår i släktet Microdynerus och familjen Eumenidae. Inga underarter finns listade i Catalogue of Life.